# سون هو یونگ
سون هو یونگ (انگلیسی: Son Ho-young؛ زادهٔ ۲۶ مارس ۱۹۸۰) خواننده و بازیگر موزیکال کره‌ای-آمریکایی ساکن کره جنوبی است.